# Treading Water
Pour plus de détails, voir Fiche technique et Distribution.
Treading Water est un film américain sorti en 2001, le second réalisé par Lauren Himmel ou Himmelvo, après The Tragedy of Samantha Biggle and the Twins (1998).
Le titre américain, littéralement "fouler l'eau" c'est-à-dire battre des pieds en position verticale pour se maintenir la tête hors de l'eau, est au sens figuré une métaphore pour un effort qui n'aboutit qu'à une stagnation, sans même une garantie de durée.
Le film est une évocation des problèmes  insolubles auxquels est confrontée une lesbienne déterminée, Casey (interprétée par Angela Redman) face à sa famille bourgeoise, traditionaliste et hostile à son style de vie en général et à sa compagne (Nina Landey) en particulier. 
Il a été financé par Tunnel Vision Productions. Présenté en compétition le 15 juin 2001 au Festival du film de Seattle et à Los Angeles Outfest de Los Angeles, il est sorti en DVD en 2002.
Lauren Himmelvo a remporté le titre de  “Best Emerging Filmmaker” au Festival de Santa Cruz.

## Synopsis
Dans une petite ville côtière de la Nouvelle-Angleterre, Casey Olsen, en rupture avec sa famille bourgeoise catholique, entretient des bateaux et pêche en mer pour vivre. C'est dans un bateau qu'elle vit depuis cinq ans avec la femme qu'elle aime, Alex, une éducatrice sociale qui travaille avec des adolescents en difficulté.
Sa famille et en particulier sa mère, qui n'acceptent pas son homosexualité, lui demandent de se joindre à la fête familiale de Noël ... mais sans sa compagne,,. Casey ne peut se résoudre à abandonner Alex pendant les fêtes. Or, la situation est complexe car il se trouve que sans le savoir, tous connaissent Alex puisque c'est l'éducatrice chargée d'aider le frère cadet de Casey, Andrew (Shawn Nee), atteint de toxicomanie. Andrew n’est pas non plus au courant de la relation de sa sœur et il est amoureux d'Alex.
Loin d'adopter le style d'une comédie décalée, Lauren Himmelvo présente un drame assez sombre.

## Fiche technique
- Titre : Treading Water
- Réalisation : Lauren Himmelvo
- Scénario : Lauren Himmelvo & Julia Hollinger
- Production : Nia Peeples
- Musique :
- Langue : Anglais
- Pays de production :  États-Unis
- Genre : Drame
- Durée : 95 minutes
- Date de sortie :
  - États-Unis : 15 juin 2001

## Distribution
- Angela Redman : Casey Olsen
- Nina Landey : Alexandra Barrett-Rosenberg
- Lysa Apostle : Carmen Miller
- Gideon Banner : Derek Landen
- Richard Frazier : Jimmy Landen
- Robert Harte : Shawn Olsen
- Annette Miller : Mrs Olsen
- Shawn Nee : Andrew Olsen
- Morgan Nevins : Hannah Tucker
- Robert Pemberton : Jeremy Tucker
- Lynda Robinson : Cathy Tucker
- Richard Snee : Mr Olsen